# James Heappey
James Stephen Heappey (nascido em 30 de janeiro de 1981) é um político do Partido Conservador britânico e antigo oficial do Exército britânico. Ele é Membro do Parlamento (MP) por Wells in Somerset desde 2015. Atualmente é Ministro das Forças Armadas.